# NGC 7410
NGC 7410 este o galaxie seyfert de tip 2⁠(d) situată în constelația Cocorul. A fost descoperită în 14 iulie 1826 de către James Dunlop. Se află la o distanță de 44,06 de megaparseci de Pământ.